# Higueruelas (kommunhuvudort)
Higueruelas är en kommunhuvudort i Spanien.   Den ligger i provinsen Província de València och regionen Valencia, i den östra delen av landet, 250 km öster om huvudstaden Madrid. Higueruelas ligger 778 meter över havet och antalet invånare är 519.
Terrängen runt Higueruelas är kuperad, och sluttar söderut. Runt Higueruelas är det ganska tätbefolkat, med 62 invånare per kvadratkilometer. Närmaste större samhälle är Villar del Arzobispo, 6,2 km sydost om Higueruelas. Omgivningarna runt Higueruelas är i huvudsak ett öppet busklandskap.